# I. László III. törvénykönyve
I. László III. törvénykönyve I. László három törvénykönyve közül a legkorábbi jogszabály. A Corpus Juris Hungarici III-as sorszámú jelölése téves. A tartalmi elemzés megállapította, hogy ez a legrégibb (esetleg már Salamon uralkodásának idejéből való), míg az I-es jelölésű a legkésőbbi.

## Tartalma
A törvénykönyv – a Corpus Juris Hungarici szóhasználata és felosztása szerint – 29 fejezetből áll. Elsődleges célja a feudális tulajdoni rend kegyetlen szigorral való védelme, a pogányság maradványainak felszámolása és a feudális viszonyok megszilárdítása volt. A fejezetek (végzemények, törvénycikkek) csaknem fele a lopás bűncselekményével kapcsolatos, melyek szankciója orrlevágás, szemkiszúrás, rabszolgaságba adás stb. volt. 
A törvény különféle pontatlan, egymásnak is ellentmondó átiratokból volt ismert. A bizonytalanságok tisztázásában az Admonti-kódex megtalálása segített. Kolosvári Sándor szerint a „hoc decreverunt”, „hanc legem constituerunt”, „ultra quem terminum dixi”, „collector quem dixi” és más kifejezések arra vallanak, hogy a büntető szabályokat régi krónikákból szedegethették össze. Eckhart Ferenc a XI. századi társadalmi viszonyaink becses emlékének nevezi.

## Jelölései
- I. László III. törvénykönyve
- I. László dekrétumainak harmadik könyve
- Decretorum liber tertius

Törvénycikkek (fejezetek) jelölése:
- I. László III. 29. c.
- I. László III. 29. fej.
- Az elveszett jószág kereséséről szóló 29. cikk